# Герцшпрунг (лунный кратер)
Кратер Герцшпрунг (лат. Hertzsprung) — огромный кратер в экваториальной области обратной стороны Луны, один из крупнейших лунных кратеров. Диаметр — 570 км, координаты центра — 1°22′ с. ш. 128°40′ з. д. / 1,37° с. ш. 128,66° з. д.. Носит имя датского астронома Эйнара Герцшпрунга. Это название было утверждено Международным астрономическим союзом в 1970 году.
По размерам Герцшпрунг превышает некоторые лунные моря видимой стороны. Однако, в отличие от них, в нём лишь небольшая часть площади покрыта лавой. Это относится и к другим ударным структурам обратной стороны Луны: масштаб вулканических извержений там был намного меньшим, чем на видимой стороне. Таким образом, Герцшпрунг представляет собой талассоид (ударный бассейн, не заполненный тёмной лавой) и называется кратером, а не морем.

## Описание
Этот кратер образовался в нектарском периоде в результате падения крупного астероида. Он представляет собой многокольцевую впадину. Чётко выражены два кольца: 570 км в диаметре (основное) и 270 км (внутреннее). Кроме того, в кратере есть следы и других колец (400 км и 140 км в диаметре). Средняя глубина Герцшпрунга — 4,50 км, объём — 640 000 км3, высота вала — 1,06 км. В пределах внутреннего кольца поверхность более гладкая и молодая, чем снаружи. Это говорит о том, что она покрыта лавой, излившейся значительно позже образования кратера. С кратером связана отрицательная гравитационная аномалия: гравитационное ускорение там понижено на 45 мГал.
Герцшпрунг существенно разрушен последующими ударами, оставившими на нём множество меньших кратеров. Его вал на северо-востоке перекрыт 120-километровым кратером Майкельсон, а на западе — 100-километровым кратером Вавилов. Другие ближайшие соседи Герцшпрунга — кратеры Лукреций на юго-востоке, Эванс на юго-западе, Чосер на западе, Григг на севере.
Герцшпрунг покрыт выбросами от удара, образовавшего бассейн Моря Восточного. На нём много вторичных кратеров этого бассейна (образованных телами, выброшенными при этом ударе). Некоторые из таких кратеров образуют цепочки. В частности, южную часть кратера Герцшпрунг пересекает цепочка Лукреция. Лучевой системы Герцшпрунг не имеет.

## Сателлитные кратеры
Эти кратеры, расположенные внутри кратера Герцшпрунг и на его краю, носят его имя с добавлением большой латинской буквы:
| Герцшпрунг | Координаты                                            | Диаметр, км |
| ---------- | ----------------------------------------------------- | ----------- |
| D          | 3°26′ с. ш. 126°12′ з. д. / 3,43° с. ш. 126,20° з. д. | 48          |
| H          | 1°16′ ю. ш. 125°09′ з. д. / 1,26° ю. ш. 125,15° з. д. | 20          |
| K          | 0°40′ ю. ш. 128°29′ з. д. / 0,67° ю. ш. 128,48° з. д. | 27          |
| L          | 0°13′ с. ш. 128°42′ з. д. / 0,22° с. ш. 128,70° з. д. | 35          |
| M          | 7°33′ ю. ш. 129°47′ з. д. / 7,55° ю. ш. 129,79° з. д. | 36          |
| P          | 0°08′ ю. ш. 130°14′ з. д. / 0,14° ю. ш. 130,24° з. д. | 22          |
| R          | 0°16′ ю. ш. 132°48′ з. д. / 0,27° ю. ш. 132,80° з. д. | 30          |
| S          | 0°27′ с. ш. 133°24′ з. д. / 0,45° с. ш. 133,40° з. д. | 49          |
| V          | 5°04′ с. ш. 134°10′ з. д. / 5,07° с. ш. 134,17° з. д. | 40          |
| X          | 3°41′ с. ш. 130°05′ з. д. / 3,68° с. ш. 130,08° з. д. | 24          |
| Y          | 8°46′ с. ш. 131°59′ з. д. / 8,77° с. ш. 131,99° з. д. | 25          |

- Образование сателлитного кратера Герцшпрунг S относится к нектарскому периоду[4].
- Образование сателлитного кратера Герцшпрунг V относится к позднеимбрийскому периоду[4].